# Megachile kandyca
Megachile kandyca är en biart som beskrevs av Heinrich Friese 1918. Megachile kandyca ingår i släktet tapetserarbin, och familjen buksamlarbin. Inga underarter finns listade i Catalogue of Life.